# Pycnotropis mammata
Pycnotropis mammata är en mångfotingart som först beskrevs av Carl Graf Attems 1931.  Pycnotropis mammata ingår i släktet Pycnotropis och familjen Aphelidesmidae. Inga underarter finns listade i Catalogue of Life.